# 庄司站
庄司站（日语：／ Shōji eki */?）是位於福岡縣嘉穗郡幸袋町（現時：飯塚市）庄司，運輸省（省鐵）幸袋線的鐵路車站（廢站）。

## 歷史
- 1909年（明治42年）1月1日：車站啟用[1]。
- 1945年（昭和20年）6月10日：隨著貨物支線廢線，此站也被廢除[1]。實際上合併至幸袋站[1]。

## 相鄰車站
運輸省（省鐵）
幸袋線（貨物支線）
幸袋－（貨）庄司－（貨）高雄

## 注腳
1. 1 2 3 4 5 6  石野哲 (编). . JTB. 1998: 799. ISBN 978-4-533-02980-6 （日语）.

## 相關項目
- 日本鐵路車站列表 Shi